# Amaranto (nome)
Amaranto  è un nome proprio di persona italiano maschile.

## Varianti
- Maschili: Amarando[1][2]
- Femminili: Amaranta[1][2][3], Amaranda[2]

### Varianti in altre lingue
- Catalano: Amarant[4]
- Francese: 
  - Femminili: Amarante[3]
- Greco antico: Αμαραντος (Amarantos)[3][4]
- Latino: Amarantus[1][4], Amarantus[1]
  - Femminili: Amaranta
- Spagnolo: Amaranto[4]
  - Femminili: Amaranta[3]

## Origine e diffusione

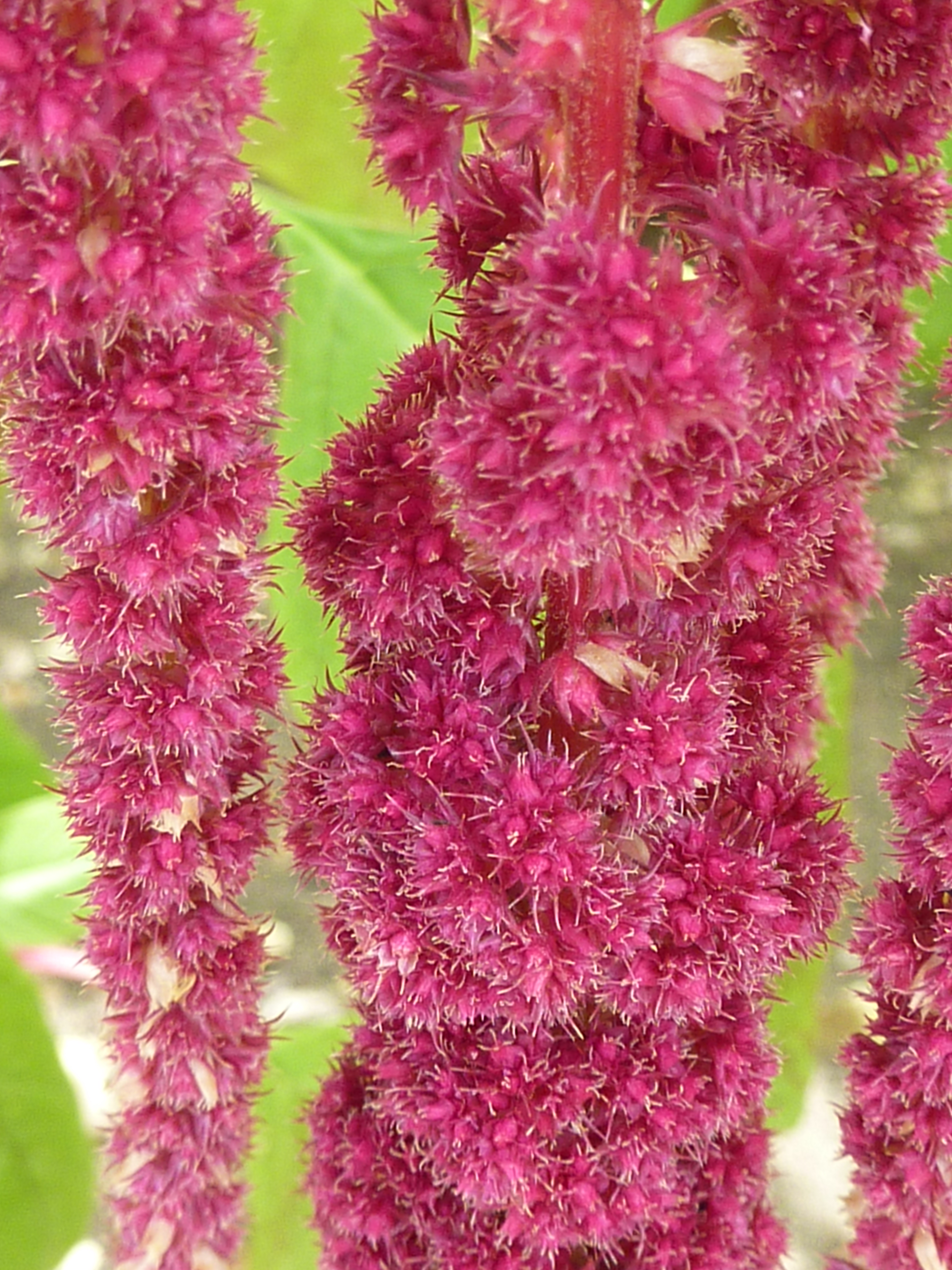
Fiori di Amaranthus caudatus nel giardino botanico dell'Università di Cambridge

Deriva dal nome greco Αμαραντος (Amarantos), adattato in latino come Amarantus e Amaranthus (quest'ultima forma dovuta all'accostamento paretimologico al greco ανθος, anthos, "fiore"); è tratto dall'aggettivo αμαραντος (amarantos), che vuol dire "che non appassisce", "che non sbiadisce" (da μαραινειν, marainein, "spegnersi", "estinguersi", "giungere alla fine", combinato con un'alfa privativo).
Il significato venne interpretato in chiave cristiana, e il nome venne portato da un santo martire Albi nel III secolo, il cui culto è in parte responsabile della sua diffusione. Il termine amaranthus, già usato in poesia per indicare un immaginario fiore che non appassisce, venne applicato a partire dagli anni 1550 alle piante del genere Amaranthus; di conseguenza, il nome può anche far parte di quell'ampia onomastica ad ispirazione floreale, insieme con Iris, Viola, Dalia, Camelia, Giacinto, Heather e vari altri.
In Italia è molto poco diffuso, attestato principalmente in Lazio e qui specialmente nella provincia di Rieti. Nel 1649, il nome Amarantha venne adoperato da Richard Lovelace in un suo poema, ma probabile che fosse già in uso poco tempo prima.

## Onomastico
L'onomastico si può festeggiare il 7 novembre in ricordo di sant'Amaranto o Amarando, martire ad Albi in Provenza.

## Persone

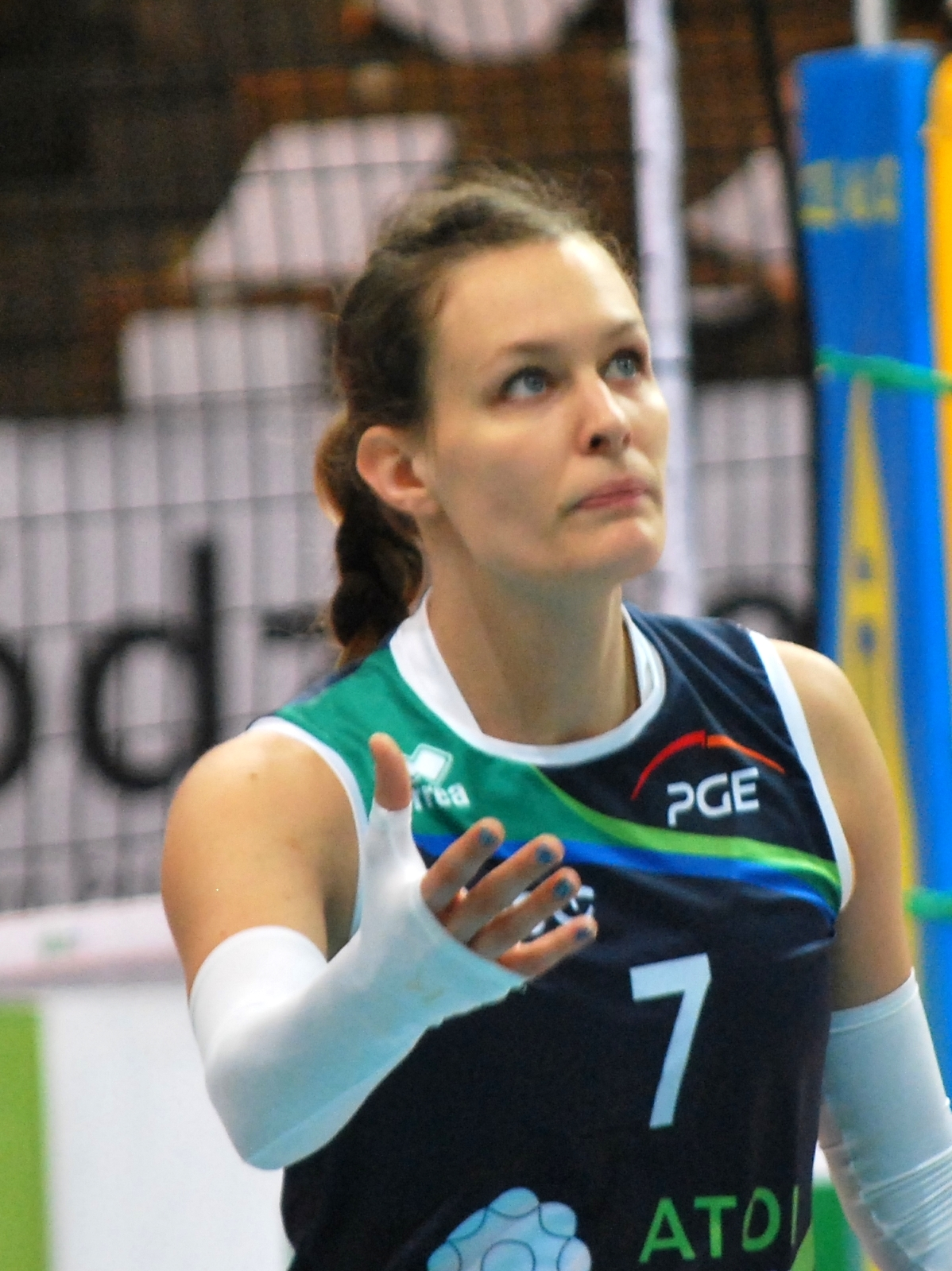
Amaranta Fernández

- Luis Amaranto Perea, calciatore colombiano

### Variante femminile Amaranta
- Amaranta Fernández, pallavolista e giocatrice di beach volley spagnola

## Il nome nelle arti
- Amaranta Buendía è un personaggio del romanzo Cent'anni di solitudine di Gabriel García Márquez.
- Amaranto Brandibuck, personaggio del saga fantasy Il Signore degli Anelli, creata da J. R. R. Tolkien.